# Mauricio Inzunza
Sergio Mauricio Inzunza Ferrada (Santiago, 6 de marzo de 1977) es un actor y director chileno de teatro, cine y televisión.

## Biografía
Estudió Actuación en la academia de teatro de Fernando González, egresando en el año 1999. 
En el año 2000 hace su debut en la teleserie Romané, encarnando a Mario Cruces, el adolescente hijo de Muriel Cruces (Carmen Disa Gutiérrez), una madre soltera que sale con Rodrigo Cordero (Álvaro Morales), un hombre delincuente. Luego de su debut, se mantuvo dos años más como uno de los jóvenes del elenco de Vicente Sabatini, en las teleseries Pampa Ilusión y El Circo de las Montini.
Posteriormente, en el año 2003, es elegido como uno de los actores juveniles para ser parte de la teleserie juvenil Dieciséis, donde encarna al escolar Álvaro Munizaga, quien tiene una relación con una joven bulímica, Ariela Ortúzar (Paola Giannini), pero se siente inmediatamente atraído por una de las alumnas nuevas, Canela Talavera (Isabel Ruiz), con quien comienza una relación, pero pronto sus vidas toman un gran giro cuando, tras haber sostenido relaciones sexuales, la joven Canela queda embarazada. Así, debido al éxito y la buena recepción crítica, se realiza una segunda temporada de la teleserie juvenil, titulada Diecisiete, donde su personaje, Álvaro, no solo debe lidiar con el hecho de ser padre y a la vez terminar el cuarto medio, sino también con las decisiones de los padres de Canela, su pareja y la madre de su hijo.
Luego de esto, el actor se alejó de las teleseries para enfocarse únicamente en el teatro, actuando, dirigiendo y escribiendo obras de teatro. El año 2003 forma la compañía de teatro TeatroHisteria; con la que es galardonado como mejor director y premio a la mejor obra en el festival “ETI 2004”. También como director y dramaturgo se destaca en la Compañía de Teatro SinFiltro donde es premiado como mejor director y mejor obra de teatro de su propia creación este año 2010. También el año 2003 forma la Compañía Teatral “LaOtraLuna” (hoy llamada L a C l a q u e T e a t r o) con la que estrena trabajos de su propia autoría, tales como: 18… La Historia Recién Comienza; 20 Preguntas de amor... y una respuesta amenazada; Tenorio; Esperando a Godoy y trabaja en la producción de Sueños en pantalón corto (Obra inspirada en la vida del futbolista Carlos Caszely).

### Vida personal
Desde el año 2008, el actor tiene una relación con la también actriz Elizabeth Hernández, quien fue participante del reality show de Canal 13 Protagonistas de la Fama. El 28 de septiembre de 2013, después de 5 años de relación, la pareja contrajo matrimonio.

## Televisión
| Año       | Título                          | Rol                    | Notas                       | Ref. |
| --------- | ------------------------------- | ---------------------- | --------------------------- | ---- |
| 1999      | Gracias a la vida               | Eduardo                | Episodio: Matías            |      |
| 2000      | Romané                          | Mario Cruces           | Reparto                     |      |
| 2001      | Pampa Ilusión                   | Carlos González        | Reparto                     |      |
| 2002      | El circo de las Montini         | Misael Arancibia       | Reparto                     |      |
| 2003      | 16                              | Álvaro Munizaga Zavala | Reparto                     |      |
| 2004      | 17                              | Álvaro Munizaga Zavala | Reparto                     |      |
| 2004-2005 | Mea culpa                       | Jorge/Rodrigo          | 2 episodios                 |      |
| 2007-2010 | El día menos pensado            | Alexis/Tito/Patricio   | 3 episodios                 |      |
| 2008      | Casado con hijos                | Antonio                | 2 episodios                 |      |
| 2011      | 12 días que estremecieron Chile | Alejandro              | Episodio: Terremoto de 2010 |      |
| 2012      | Amar y morir en Chile           | Tavra                  | 4 episodios                 |      |